# Гуњевићи
Гуњевићи је насељено мјесто у граду Горажду, Босна и Херцеговина.

## Становништво
|           | 2013.       | 1991.         | 1981.         | 1971.         |
| Укупно    | 34 (100,0%) | 109 (100,0%)  | 128 (100,0%)  | 141 (100,0%)  |
| Бошњаци   | 32 (94,12%) | 109 (100,0%)1 | 128 (100,0%)1 | 141 (100,0%)1 |
| Муслимани | 2 (5,882%)  | –             | –             | –             |

1. 1 На пописима од 1971. до 1991. Бошњаци су пописивани углавном као Муслимани.